# احمد لوزی
احمد لوزی (انگلیسی: Ahmad Lozi؛ ۱۹۲۵ – ۱۸ نوامبر ۲۰۱۴) سیاست‌مدار اهل اردن بود. وی از ۲۹ نوامبر ۱۹۷۱ تا ۲۶ مه ۱۹۷۳ نخست‌وزیر اردن بود.
احمد لوزی در ۱۸ نوامبر ۲۰۱۴، در سن ۸۹ سالگی درگذشت.